# Щагин, Владимир Иванович
Владимир Иванович Щагин (15 августа 1917, Москва, Российская империя — 14 октября 1996, Москва, Россия) — советский волейболист и футболист, тренер по волейболу. Двукратный чемпион мира и Европы, заслуженный мастер спорта (1949) по волейболу.

## Биография
Владимир Щагин был одним из двенадцати детей в семье печника московской Городской управы Ивана Щагина и его жены Марии. Старший брат — Александр Щагин, актер театра и кино, племянник — Герой Советского Союза Борис Дмитриевский, погибший 12 марта 1945 года в бою под городом Нойштадт в Восточной Померании.
Вырос в Москве в Казарменном переулке, в районе Покровских ворот. С юности Щагин увлекался разными играми: футболом, баскетболом, волейболом, проводил время в парке имени Горького, являвшемся центром волейбольной жизни столицы. Не имея специального образования, устроился рабочим на радиозавод. Во дворе имел прозвище «Князь», в волейболе — «Щегол».
В 1936 году Щагин в составе сборной Москвы стал победителем Всесоюзного волейбольного праздника. С 1937 года выступал за столичный «Спартак», став в 1940 году чемпионом СССР. Связующий Владимир Щагин и 19-летний нападающий Константин Рева, которого в 1939 впервые приметил на футбольном поле именно Щагин, были самыми яркими игроками той команды.
После начала Великой Отечественной войны Щагин устроился на работу на оборонное предприятие, в 1941 году стал игроком футбольного «Спартака». «Играл он очень старательно, — писал в отчёте об одном из матчей первенства Москвы журналист Александр Вит, — хотя его футбольное мастерство заметно уступает волейбольной виртуозности». 2 мая 1943 года принял участие в матче между «Спартаком» и сталинградским «Динамо» в разрушенном войной Сталинграде.
В 1944—1945 годах был игроком московского «Локомотива» — и футбольной команды, и волейбольной. В чемпионате СССР по футболу 1945 года нападающий Щагин сыграл 8 матчей и забил 1 гол. В волейбольном «Локомотиве» отдавал передачи будущему доктору технических наук Дмитрию Фёдорову и будущему дипломатическому работнику Александру Аникину. В том же 1945 году железнодорожники-волейболисты добились своего наивысшего достижения во всесоюзных чемпионатах, выиграв серебряные медали.
Сам Владимир Щагин наиболее значительных успехов достиг с московским «Динамо», где провёл 8 сезонов, причём до начала 1950-х годов был капитаном команды. В период с 1946 по 1953 год он выиграл с динамовцами четыре чемпионата и три Кубка СССР.
Был участником первых послевоенных международных матчей советских волейболистов на I Всемирном фестивале демократической молодёжи в Праге в августе 1947 года. В составе сборной СССР по два раза становился чемпионом мира и Европы — на чемпионатах мира 1949 и 1952 годов и первенствах Европы 1950 и 1951 годов.

Писатель Александр Нилин называл Щагина «прирожденным вожаком»:
«Уступая, возможно, в отдельных компонентах игры таким ее гигантам, как Якушев или Рева, он превосходил их суммой выдающихся качеств. Ну и постоянная уверенность, что ты лучший и обязан в решающие мгновения все взять на себя, тоже чего-то стоит».
По завершении игровой карьеры работал тренером «Динамо», был старшим тренером сборной СССР на чемпионате Европы-1955 в Бухаресте. В 1960—1970-е годы тренировал московские команды «Труд», «Искра», «Конструктор», ФиС.
Владимир Щагин по воспоминаниям своих современников был универсальным игроком: умнейшим связующим, впервые применившим выход из зоны 6 в зону 3 для выполнения передачи, прекрасным нападающим, мастерски владевшим кистевым ударом, виртуозным исполнителем подачи крюком. Был упомянут Юрием Визбором в песне «Волейбол на Сретенке»:
И Коля Зять уже ужасный ставит кол, 
Взлетев, как Щагин, над верёвкой бельевой…
Скончался 14 октября 1996 года в Москве. Похоронен на Ваганьковском кладбище.

## Достижения
- 2-кратный чемпион мира (1949, 1952).
- 2-кратный чемпион Европы (1950, 1951).
- 6-кратный чемпион СССР (1936, 1940, 1946, 1947, 1948, 1951).
- Серебряный призёр чемпионатов СССР (1939, 1945, 1950, 1952, 1953).
- Бронзовый призёр чемпионата СССР (1938, 1949).
- 3-кратный победитель Кубка СССР (1950, 1951, 1952).

## Награды
- орден Трудового Красного Знамени (27.04.1957) — «за успехи, достигнутые в деле развития массового физкультурного движения в стране, повышения мастерства советских спортсменов, и успешное выступление на международных соревнованиях»

## Семья
Жена – Мария Михайловна Борисова (1918–1993), волейболистка, выступала за московские команды «Спартак» и «Динамо», заслуженный тренер РСФСР (1964)
Дочь – Ольга Ивакина (Щагина), супруга футбольного вратаря Валентина Ивакина.